# Atol Namonuito

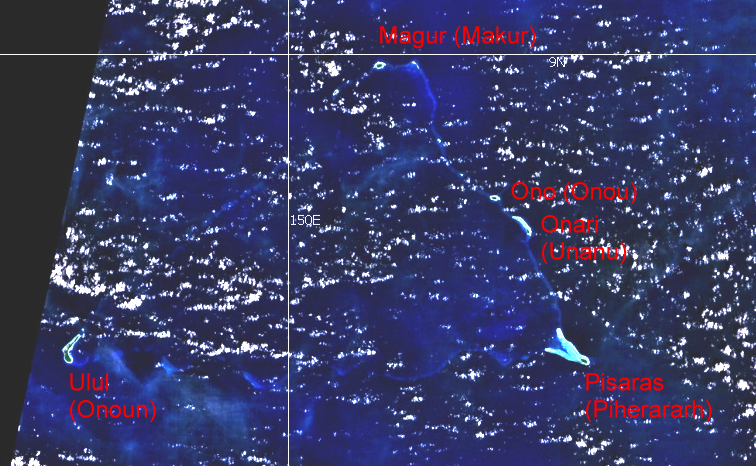
Imagem do atol Namonuito

Namonuito, também chamado Namonweito, Weito, ou Ilha Magur, é o maior atol dos Estados Federados da  Micronésia. Fica nas Ilhas Carolinas, e tem uma área total (ilhéus e lagoa) de 2267 km², sem contar a ainda maior Lagoa Truk. Na Micronésia, apenas Kwajalein, nas Ilhas Marshall é comparável em área.